# Katrin Baaske
Katrin Baaske (* 10. Januar 1969 in Rostock als Katrin Krüger) ist eine ehemalige deutsche Fußballspielerin.

## Karriere

### Vereine
Baaske gehörte zunächst der BSG Post Rostock an, mit der sie 1990 das Double aus letzter DDR-Meisterschaft und Pokalwettbewerb gewann. Nach der politischen Wende spielte sie die Saison 1990/91 in der neu eingerichteten Oberliga Nordost die am Saisonende als Viertplatzierter abgeschlossen und damit die Qualifikation zur Bundesliga 1991/92 verpasst wurde. 1991 trat sie mit der Frauenfußballabteilung Hansa Rostock bei; 1993 wechselte sie mit der Abteilung zum Polizei SV Rostock in die seinerzeit zweitklassige Regionalliga Nordost, aus der sie am Saisonende 1994/95 als Meister hervorging und erstmals in die in zwei Gruppen unterteilte Bundesliga aufstieg. Doch am Saisonende 1995/96 stand der Abstieg aus der Gruppe Nord als Neuntplatzierter von zehn Mannschaften fest.

### Nationalmannschaft
Baaske wirkte im einzigen Länderspiel der DDR-Nationalmannschaft mit, die am 9. Mai 1990 im Karl-Liebknecht-Stadion im Potsdamer Stadtteil Babelsberg gegen die Nationalmannschaft der ČSFR vor etwa 800 Zuschauern mit 0:3 verlor.